# Еміль Саррад

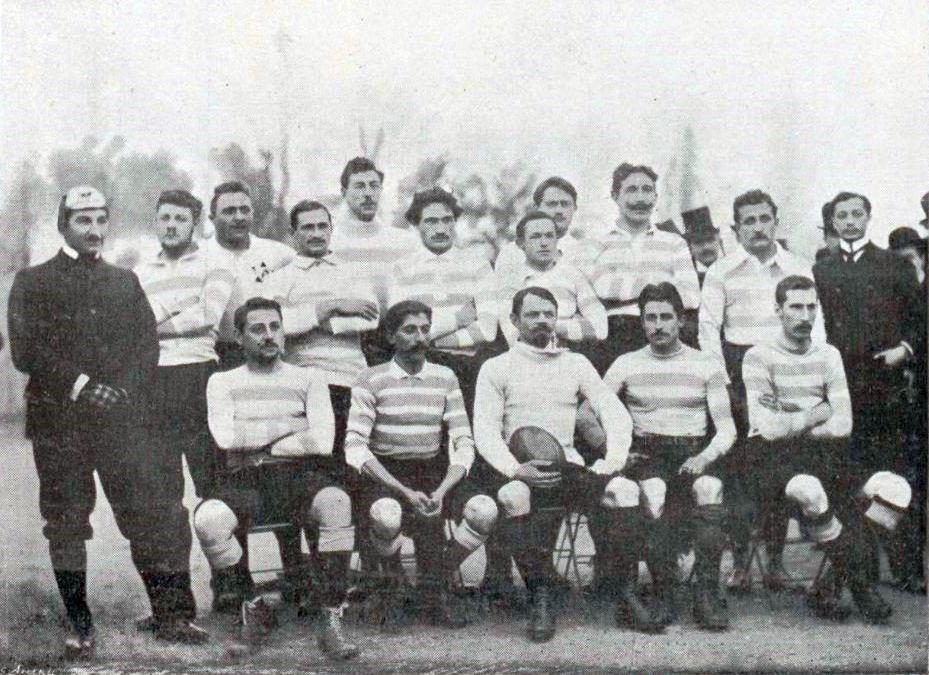

Еміль Саррад (фр. Émile Sarrade; 10 березня 1877 Париж — 14 жовтня 1953 Париж) — французький регбіст, чемпіон літніх Олімпійських ігор 1900 року; здобув срібну медаль у змаганнях з перетягування канату.

## Спортивна кар'єра
Під час своєї спортивної кар'єри репрезентував клуб СЦУФ, в якому був капітаном в 1896—1898 роках. Пізніше зв'язався з клубом Рейсінг 92, з якими то і здобув титул чемпіона Франції в 1900 і 1902 році.
Разом із іншими паризькими спортсменами взяв участь у змаганнях з регбі на літніх Олімпійських іграх 1900. Виступив у двох змаганнях, коли 14 жовтня команда Франції отримала перемогу над Німеччиною з рахунком 27:17. Два тижні пізніше, вони здобули перемогу над Великою Британією з рахунком 27:8. Вигравши ці два найважливіші поєдинки, Франція отримала золоту медаль.
16 липня 1900 року взяв участь у змаганнях по перетягуванні канату, де разом із командою здобув срібну медаль, програвши з мішаною шведсько-дунською командою.
Еміль Саррад любив грати в гольф і цікавився авіацією.